# Jules Récubert
 Jules Récubert , né à Barjols le 17 février 1874 et mort à Marseille le 23 novembre 1949, est un peintre et un sculpteur français.

## Biographie

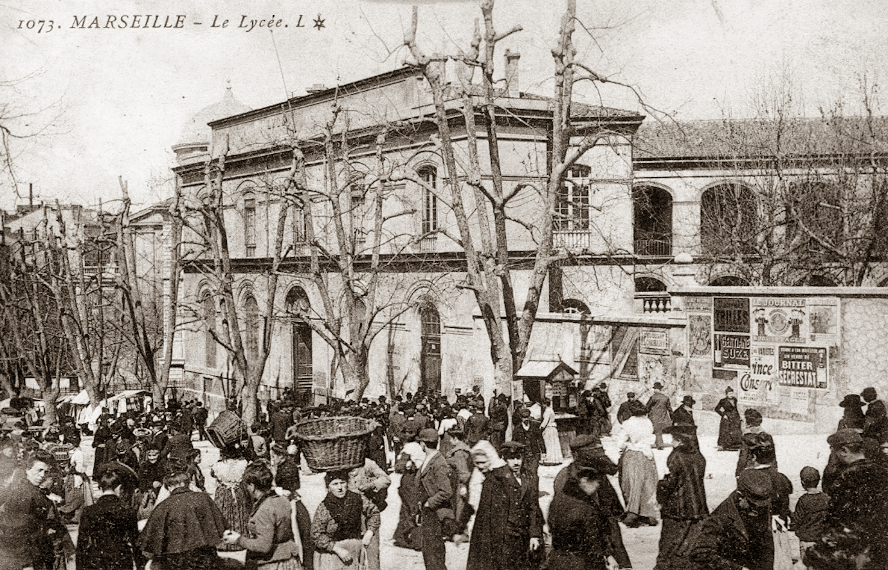
Le lycée Thiers de Marseille où il est professeur de dessin.

Jules Célestin Récubert est le fils d’Alphonse Récubert, cultivateur à Barjols, et de Marie Hugues. Après des études à l'école normale d'instituteurs, il est  diplômé de l’École nationale supérieure des beaux-arts de Paris, section de peinture, où il est élève de Jean-Léon Gérôme entre 1899 et 1901,. Il est l'époux d’Augusta Imbert, professeure de collège technique, dont il a deux enfants, Florence et Romain.
Au début du XXe siècle, il installe son atelier à Marseille, d’abord sur le cours Pierre-Puget puis dans la rue Châteauredon. Il peint de nombreux portraits féminins. Il se passionne aussi pour la sculpture et réalise sa première œuvre monumentale à Barjols en 1905. À la même période, il est nommé professeur de dessin au lycée Thiers. Marcel Pagnol, qui fait partie de ses élèves, retrace ses traits dans le roman Le Temps des secrets : « Notre professeur n’avait pas du tout l’air d’un professeur. Il portait une belle barbe blonde, et de longs cheveux d’artiste. ».
Mobilisé pendant la Première Guerre mondiale, il devient dessinateur sur le front, chargé de ramener des croquis des tranchées ennemies.
Au retour de la guerre, tout en demeurant à Marseille comme professeur de dessin,,, il réalise les monuments aux morts de Barjols et de Pontevès. Il fait valoir ses droits à la retraite en octobre 1932. Une exposition posthume de ses peintures lui est consacrée à Barjols en septembre 2019 dans le cadre des Journées européennes du patrimoine.

## Œuvres
- Monument à Martin Bidouré, Barjols, 1905[14],[15],[16],[17],[Note 1]
- Fontaine Raynoard[Note 2], Barjols, 1906[18]
- Monument aux morts, Pontevès, 1922[19]
- Monument aux morts, Barjols, 1923[20],[21]

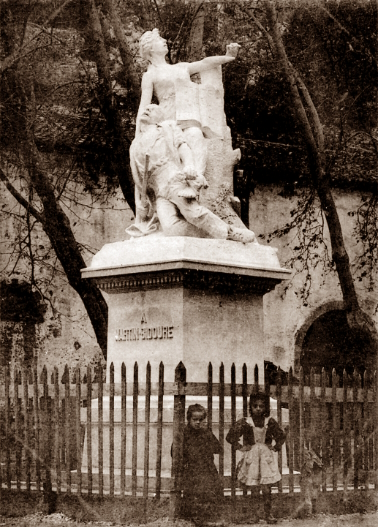
Monument à Martin Bidouré, Barjols, 1905.
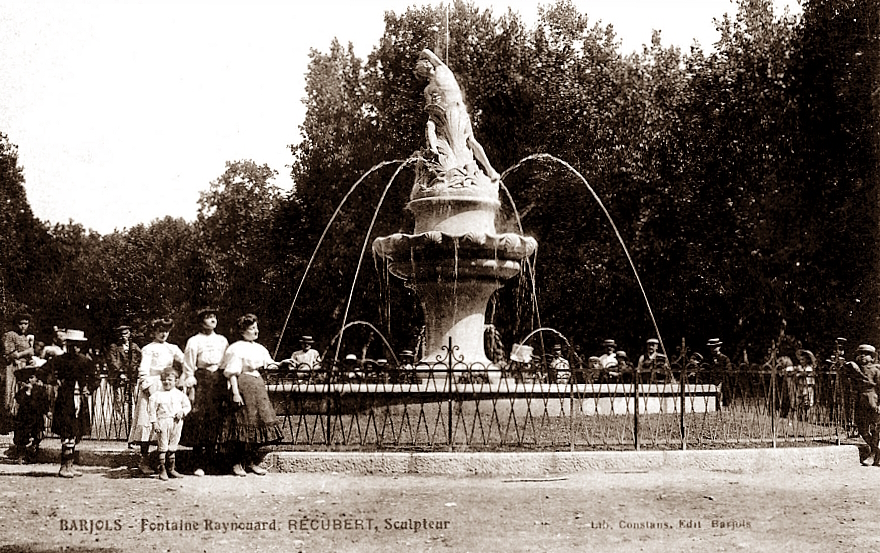
Fontaine Raynoard, Barjols, 1906.
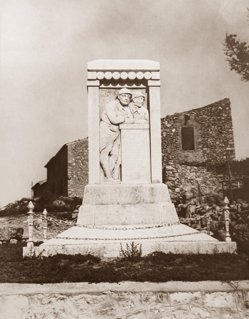
Monument aux morts, Pontevès, 1922.
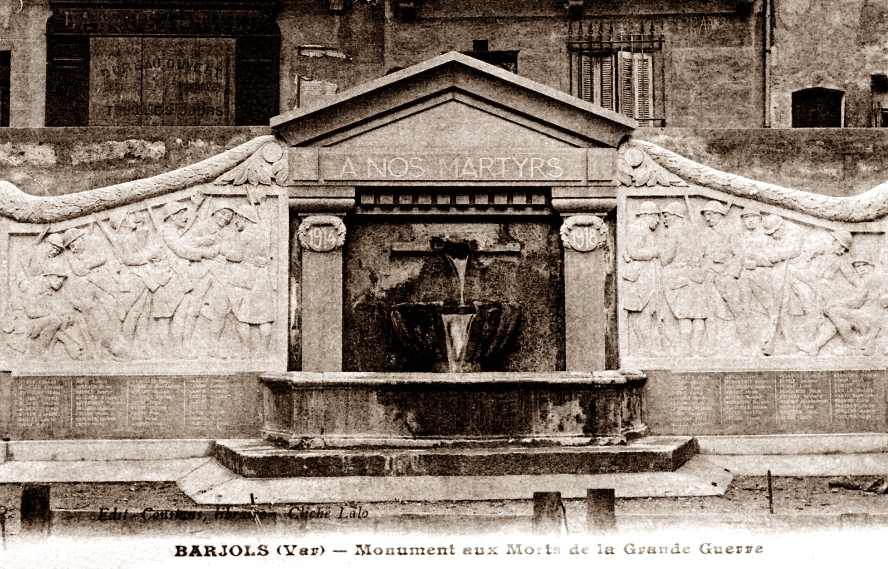
Monument aux morts, Barjols, 1923.